# La Hora del Pueblo

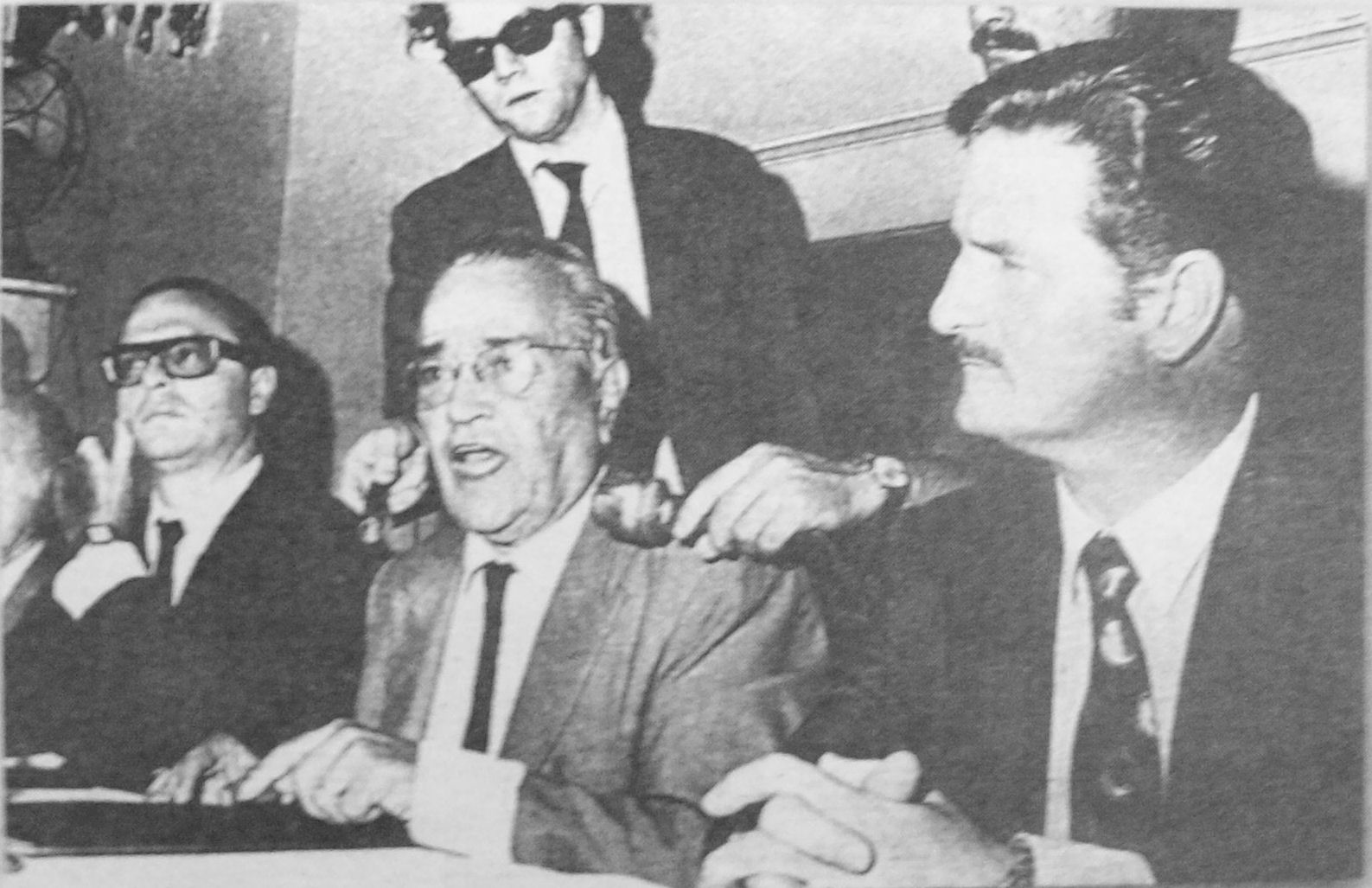
Ricardo Balbín junto al delegado de Perón Jorge Daniel Paladino, en una reunión de la Hora del Pueblo.

La Hora del Pueblo fue el título de un documento multipartidario firmado el 11 de noviembre de 1970, que a su vez dio nombre al agrupamiento de partidos políticos argentinos que lo firmaron y se reunieron para presionar a la dictadura militar autodenominada Revolución Argentina a abrir una salida electoral que diera origen a un gobierno democrático. La Hora del Pueblo tuvo éxito y dejó de funcionar poco antes de las elecciones del 11 de marzo de 1973.

## Origen y accionar
Luego de la caída del dictador Juan Carlos Onganía el 8 de junio de 1970, se inició un acercamiento político entre Juan Domingo Perón y Ricardo Balbín. Ambos eran en ese momento, las máximas expresiones de los sectores peronista y antiperonista, en que el país se había dividido desde 1945. Balbín, por entonces líder de la Unión Cívica Radical del Pueblo, tomó contacto con Jorge Daniel Paladino, delegado personal de Juan Domingo Perón, que había sido derrocado en 1955 y permanecía exiliado en España y proscrito en Argentina. Balbín le transmitió a Paladino su propuesta de reunir a los partidos políticos a fin de acordar una serie de líneas democráticas comunes y emprender colectivamente negociaciones con la dictadura para la "salida política" del régimen hacia un gobierno elegido por la población. Perón a su vez, apoyó la propuesta de Balbín y le escribió una carta personal, fechada el 25 de septiembre de 1970, en la que el fundador del peronismo le dice al presidente de la UCRP:

Estimado compatriota: (...) Tanto la Unión Cívica Radical del Pueblo como el Movimiento Nacional Justicialista son fuerzas populares en acción política. Sus ideologías y doctrinas son similares y debían haber actuado solidariamente en sus comunes objetivos. Nosotros, los dirigentes, somos probablemente los culpables de que no haya sido así. No cometamos el error de hacer persistir un desencuentro injustificado. (...) Separados podríamos ser instrumentos, juntos y solidariamente unidos, no habrá fuerza política en el país que pueda con nosotros y, ya que los demás no parecen inclinados a dar soluciones, busquémoslas entre nosotros, ya que ello sería una solución para la Patria y para el Pueblo Argentino. Es nuestro deber de argentinos y, frente a ello, nada puede ser superior a la grandeza que debemos poner en juego para cumplirlo.
Carta de Juan Domingo Perón a Ricardo Balbín, 25 de septiembre de 1970

El 11 de noviembre de 1970, representantes de la Unión Cívica Radical del Pueblo (UCRP), y los partidos Peronista, Socialista Argentino, Conservador Popular y Bloquista, se agruparon y emitieron en un documento denominado La hora del pueblo, en el que se exigía elecciones inmediatas, sin exclusiones, y respetando a las minorías.
Ricardo Balbín por la UCRP y Jorge Daniel Paladino, delegado personal de Juan Domingo Perón, por el peronismo, fueron los dirigentes más influyentes de la Hora del Pueblo. La Hora del Pueblo produjo un cambio en la historia argentina, porque fue la primera vez que el radicalismo y el peronismo actuaron políticamente juntos.
La presión de La Hora del Pueblo resultaría exitosa y se constituyó en uno de los factores que contribuyeron a la remoción del presidente de facto militar General Roberto Marcelo Levingston, para ser reemplazado por el General Alejandro Agustín Lanusse, quien procedió a abrir una compleja salida electoral que resultó en las elecciones presidenciales del 11 de marzo de 1973.
La Hora del Pueblo avaló la designación del dirigente radical Arturo Mor Roig como Ministro del Interior del gobierno militar, a fin de garantizar un proceso electoral relativamente limpio. El gobierno militar no permitió que Juan Domingo Perón se presentara a elecciones y pretendió implementar un audaz proceso bipartidista denominado Gran Acuerdo Nacional (GAN), diseñado por el mismo Mor Roig. 
El GAN finalmente fracasó y señaló los límites de La Hora del Pueblo, pero el acercamiento entre peronistas y radicales continuaría en el tiempo. En 7 de diciembre de 1972 una amplia gama de partidos acordaron las Coincidencias Programáticas del Plenario de Organizaciones Sociales y Partidos Políticos, que a su vez sería el sostén político del Pacto Social, y sería uno de los elementos más importantes en la conformación de una democracia estable a partir de 1983.